# 赤松政直
赤松 政直（あかまつ まさなお）は、戦国時代から安土桃山時代にかけての武将。播磨国早瀬城主。

## 略歴
赤松政元の三男として誕生。
天正5年（1577年）、羽柴秀吉が播磨上月城に攻め寄せた時、兄・政範に味方した。評定時に「上月城で籠城し、たとえ勝利しても兵力の損害が大きく（次に攻められた時には）不利になり我が家は滅亡してしまうのが明白である。姫路まで進軍し、秀吉軍と決戦を臨むべきであると思う。そうすれば、東播磨の諸友たちも加勢して局面は新たな方向に向かうだろう」と籠城策よりも姫路まで打って出ての野戦を主張した。織田軍に敗北後、兄・政範ら一族と共に自害した。一説には城を脱出し、行方不明になったともいわれている。